# Tatjana Medved
Tatjana Medved, cyr. Татјана Медвед (ur. 13 marca 1974 w Nowym Sadzie) – serbska piłkarka ręczna i działaczka sportowa, brązowa medalistka mistrzostw świata.

## Życiorys
Piłkę ręczną zaczęła trenować w pierwszej połowie lat 80. w trakcie nauki w szkole podstawowej. Występowała głównie na pozycji lewego rozgrywającego. Grała m.in. w takich klubach jak Kometal Skopje (1997–1999), BM Sagunto (1999–2003, 2004–2005), Metz Handball (2003–2004), CB Amadeo Tortajada (2005–2008) i SK Aarhus (2008–2009). Wywalczyła dwukrotnie mistrzostwo Macedonii (1998, 1999), sześciokrotnie mistrzostwo Hiszpanii (2000, 2001, 2002, 2005, 2006, 2007), mistrzostwo Francji (2004), a także dwa puchary Copa de la Reina de balonmano (2000, 2006). W sezonie 2002/2003 ze swoim klubem zajęła drugie miejsce w Lidze Mistrzyń piłkarek ręcznych. Profesjonalną karierę sportową kończyła w ŽRK Zaječar (w sezonie 2009–2010), z którym zdobyła wówczas mistrzostwo Serbii.
Reprezentantka Federalnej Republiki Jugosławii, następnie Serbii i Czarnogóry oraz Serbii. W reprezentacji rozegrała ponad 120 spotkań, zdobywając ponad 350 goli, pełniła funkcję kapitana drużyny. Czterokrotnie wystąpiła na mistrzostwach Europy (po raz ostatni w 2008). Z reprezentacją Federalnej Republiki Jugosławii zdobyła brązowy medal na mistrzostwach świata w 2001. Z drużyną Serbii i Czarnogóry zajęła drugie miejsce na igrzyskach śródziemnomorskich w 2005.
W późniejszych latach działaczka sportowa, delegatka EHF i IHF. Podjęła pracę jako specjalistka w zakresie żywienia. W 2021 został przewodniczącą zrzeszenia piłki ręcznej w Nowym Sadzie.
Przed wyborami parlamentarnymi w 2022 otrzymała 114. miejsce na liście koalicji skupionej wokół prezydenta Aleksandara Vučicia i jego Serbskiej Partii Postępowej; w wyniku głosowania uzyskała mandat posłanki do Zgromadzenia Narodowego Republiki Serbii.